# Fèlix Ràfols Ràfols
Félix Ràfols Ràfols (Barcelona, 6 d'octubre de 1893 - Camagüey, Cuba, 1961) fou un músic i compositor català.

## Biografia
Als set anys ingressa a l'Escolania de Montserrat, on es formarà musicalment amb el mestre Mas i Serracant, estudiant piano, orgue, diversos instruments de l'orquestra i banda. També aprèn les primeres nocions de cant, l'ensenyament elemental, els estudis superiors d'escola i cursos especials de francès i llatí. Als 12 anys compon els seus primers assajos musicals, de tipus religiós.
L'any 1910 torna a Barcelona i, i per desig de l'Abat de Montserrat, rep un curs especial de classes musicals, sota la direcció del professor Robert Goberna, pianista i organista. Mesos més tard, Ràfols es presenta com a concertista de piano a l'Ateneu Barcelonès. Goberna s'adona que el seu alumne promet i que necessita els ensenyaments d'algú amb més experiència fent-lo ingressar a l'Acadèmia Granados, dirigida pel mestre compositor Enric Granados, on Ràfols comença els estudis superiors. Uns mesos després Ràfols és assignat pel mateix Granados al professorat de l'Acadèmia per fer classes de piano i solfeig i teoria de la música. Dos anys més tard aconsegueix el Gran Premi d'Honor de l'Acadèmia Granados de piano.
Sense deixar mai de fer classes, Ràfols segueix formant-se, ara amb el mestre Enric Morera. Freqüentment és presentat en concerts de piano públics a diversos teatres de la ciutat fins que finalment les audicions s'estenen per Espanya i Europa. El seu nom comença a ser elogiat per la premsa especialitzada. En aquesta època guanya unes oposicions públiques per exercir de director de l'Orfeó Montserrat del Centre Moral Instructiu de Gràcia, alhora que dirigeix els Cors de la Sagrada Família, adscrits a unes institucions obreres.
A Barcelona funda el Trio Montserratí, amb el violinista Josep Monné, el violoncel·lista Bernardino González i ell mateix com a pianista. Al mateix temps és designat mestre director de l'Orquestra Artística de Barcelona.
La culminació de la seva carrera artística fins al moment present de la seva vida s'esdevé l'any 1912, en què dirigeix un concert al Palau de la Música Catalana on s'estrena una composició del mateix Ràfols titulada Cançó de la Rosa per a solistes, cor i orquestra.
El 1918 Ràfols comença a rebre proposicions des de Cuba i el Sud d'Amèrica per anar-hi a dirigir. Algunes de les persones que l'animen són amistats seves de Barcelona, com l'industrial Josep Pijuan, membre d'una firma industrial cubana, que li ofereix de manera insistent un sòlid contracte a nom de la institució Germanor Catalana de Camagüey. La decisió d'anar-se'n a Amèrica consterna els seus col·legues i alumnes de l'Acadèmia Granados, l'Orfeó Montserrat i altres entitats musicals, les quals li dediquen un gran homenatge d'acomiadament al Palau de la Música, i també en altres locals, com els concerts que fa a començament de 1919 a la sala d'audicions del Centre Moral Instructiu de Gràcia on s'interpreten -a més de cançons d'altres autors- algunes obres del mestre Ràfols: Voreta el riu, Follies, L'amor de les roses, Cançó trista, Matinal, La mort del rossinyol, Nit d'hivern o Cançó d'abril.
El 12 de març d'aquell any parteix cap a l'Havana. Ràfols s'instal·la a la ciutat de Camagüey i comença a treballar per a l'entitat Germanor Catalana, fundada a Camagüey el 1915 per Joan Garriga i que funcionarà fins al 1947. Aquesta societat té com a finalitat mantenir el sentiment d'origen de la colònia catalana local, la difusió del coneixement de Catalunya i la defensa de les llibertats catalanes. El primer president de l'entitat, Hermenegild Pijoan, contracta Ràfols durant un temps, que dedicarà a organitzar l'Orfeó Català, que s'estrenarà amb un concert al teatre Avellaneda.
A l'agost es fa un reeixit concert benèfic pels nens de l'asil de San Juan de Dios de la localitat. Entre les nombroses peces que s'hi interpreten, n'hi ha una que resulta molt emotiva per als presents: l'himne a Camagüey, amb lletra de Virgili Teixidó i música del mestre Ràfols.
Un any més tard, el mestre Ràfols es fa càrrec de la direcció de l'Institut de Música de Camagüey, el conservatori més antic i prestigiós de la ciutat. En pocs mesos Ràfols el transforma en el Conservatori de Música Ràfols i el dota d'una orientació moderna, de plans actuals i de sistemes d'aprenentatge més d'acord amb els d'Europa.
Tot i haver acabat el seu contracte amb Germanor Catalana, enamorat del paisatge cubà i de la seva gent, Ràfols decideix quedar-se a Camagüey, optant per la ciutadania cubana. Durant anys i arreu de territori cubà, Fèlix Ràfols farà d'animador musical. Ofereix recitals de piano que serveixen, alhora, per estimular l'afició musical dels illencs. Segueix component obres per a orquestra, piano i cançons corals. Funda la coral del Conservatori Ràfols, amb la qual dona a conèixer el cant coral a Cuba. Una pràctica musical tan tradicionalment catalana s'estén per aquell racó de les Antilles.
Del Conservatori que Ràfols dirigeix en surten promocions d'alumnes, alguns dels quals fins i tot arriben a tocar a l'estranger.
Al març de 1922, Camagüey rep la visita artística de la gran actriu catalana Margarida Xirgu, que actua al teatre Avellaneda. Quan la premsa local li pregunta al mestre Ràfols quina opinió té de l'actiu catalana, Ràfols comenta: "Sento un veritable entusiasme per Margarida Xirgu, per l'estudi escrupolós que fa de la psicologia de la figura que representa".
Malgrat tot, Ràfols esporàdicament torna a Catalunya. El 1922 ofereix un concert a Vilafranca del Penedès juntament amb la soprano Judit Tarragó.
Durant dècades, el músic català organitza i dirigeix a Camagüey tot tipus d'actes culturals i artístics amb aportacions innovadores. Fins i tot edita una revista cultural: Antenas. Arran del seu èxit a Camagüey, obre diverses sucursals del conservatori a les ciutats de Nuevitas, Ciego de Ávila i Morón, Gibara i Holguín.
Juntament amb la seva dona, la valenciana Josefina Soria, gaudeix d'una plaent vida a l'illa. Malgrat la seva residència a Cuba, Ràfols segueix viatjant per Amèrica i Europa amb la finalitat d'actualitzar i perfeccionar els seus coneixements i tècniques musicals.
El 1935, el Ministerio de Educación de la República de Cuba atorga al Conservatori Ràfols la validesa oficial per tots els títols i diplomes que expedeix. Un any després, el ministeri de l'estat l'autoritza a usar l'escut nacional de Cuba en tots els impresos oficials del Conservatori.
A més d'haver estat director de l'Institut Musical Humbert de Blanck i entitats com el Rotary Club, el Lion's International, els Caballeros de Colón de Cuba i societats locals de prestigi tenen a Ràfols com a membre. Amb els anys, el mestre Ràfols obté diversos premis i diplomes, entre els quals un premi nacional de música del Ministerio de Educación cubà.
Ara i adés, Catalunya el recupera temporalment i gaudeix dels seus concerts, com el que ofereix al Palau de la Música Catalana a l'octubre de 1954 amb la Cantata Montserrat, que torna a interpretar al novembre de 1956 al Palau amb l'orquestra del Gran Teatre del Liceu i la Coral de Terrassa. En aquest concert estrena una altra cantata: Mater admirabilis. Totes dues cantates són originals de Ràfols, basades en textos del poeta i secretari de l'Orfeó Català Miquel Saperas.
Arran dels canvis polítics de mitjan segle xx, el Conservatori Ràfols va ser intervingut i passà a ser la residència d'alguna persona influent. Després d'una vida plena d'èxits, quan preparava la seva marxa de l'illa, el mestre Ràfols mor d'un atac de cor a Camagüey, el 1961.